# Krystal (Star Fox)
 (août 2025).
Motif : Y a-t-il réellement les sources et la matière pour un article séparé de Personnages de Star Fox ?
- Archive Wikiwix
- Bing
- Cairn
- DuckDuckGo
- E. Universalis
- Gallica
- Google
- G. Books
- G. News
- G. Scholar
- Persée
- Qwant
- (zh) Baidu
- (ru) Yandex
- (wd) trouver des œuvres sur Wikidata

| 1. | Préciser le motif de la pose du bandeau. | Précisez le motif de la pose du bandeau en utilisant la syntaxe suivante : {{admissibilité à vérifier\|date=août 2025\|motif=remplacez ce texte par le motif}}                          |
| 2. | Informer les utilisateurs concernés.     | Pensez à avertir le créateur de l'article, par exemple, en insérant le code ci-dessous sur sa page de discussion : {{subst:avertissement admissibilité à vérifier\|Krystal (Star Fox)}} |

Krystal (クリスタル, Kurisutaru) est un personnage fictif de la saga Star Fox. Elle fait partie de l'équipe Star Fox et pilote un Arwing. C'est l'unique survivante de la planète Cerinia.
Dans Star Fox Adventures, elle porte à l'origine une tenue tribale contenant un pagne, un soutien-gorge sans bretelles, une paire de brassard, une paire de protège-tibia, des sandales, des épaulettes sans bretelles, un diadème d'argent, deux colliers (un sur le cou et l'autre sur le torse), deux anneaux d'argent sur sa queue, des perles blanches dans ses cheveux qui sont de couleurs beige-blanc orné de motifs blanc-beige-or et possédant ainsi un serre-tête en soie de couleur blanc-beige, des tatouages tribaux de couleur blanc sur ses bras, ses jambes et sur son dos et elle est armée d'un bâton magique.
Dans Star Fox: Assault, lorsqu'elle a rejoint l'équipe Star Fox, elle porte habituellement un catsuit bleu, des bottes jusqu'au genoux bleues et une ceinture d'argent.
Dans Star Fox Command, elle porte actuellement les mêmes habits que les membres de son équipe, mais de couleur rose-magenta.

## Histoire

### Star Fox Adventures
En quête de réponses sur la destruction de sa planète natale, Krystal reçoit un appel de détresse provenant de Dinosaur Planet (appelée Sauria dans les jeux suivants). En s'y rendant, elle se retrouve sur un bateau volant appartenant au général Scales. Pendant que le vaisseau lui tire dessus, elle perd son unique arme, un bâton magique. Le général Scales la jette par-dessus bord, mais le CloudRunner sur le dos duquel elle voyageait la rattrape. Krystal arrive finalement au palais Krazoa et trouve des EarthWalkers gravement blessés par les troupes de Scales. L'un d'eux lui dit qu'il faut libérer les esprits Krazoas emprisonnés pour sauver Dinosaur Planet. Krystal parvient à réussir l'épreuve d'un des esprits Krazoa et le libère dans le temple, mais Andross l'emprisonne dans un diamant. Le diamant monte en haut du palais Krazoa, et Krystal finit par tomber dans un profond sommeil.
Quelque temps après, Fox McCloud trouve par hasard le bâton, et, avec l'aide du prince EarthWalker Tricky, tente de réunir les pierres élémentaires pour rassembler les morceaux de la planète qui commencent à se détacher. Un jour, Fox et Tricky entendent Krystal appeler au secours. Un Krazoa explique à Fox qu'il faut libérer les esprits pour sauver Dinosaur Planet et la jeune renarde prisonnière. Lorsque Fox vient au temple Krazoa pour libérer un esprit, il aperçoit Krystal endormie à l'intérieur du diamant et s'éprend d'elle. Au fil des aventures, Fox parvient à remettre toutes les pierres élémentaires en place et libère tous les esprits. Le diamant qui emprisonne Krystal se brise et Fox la rattrape de peu avant qu'elle ne tombe dans le vide. Andross se révèle alors ; il avait utilisé la puissance des esprits Krazoa pour retrouver toute son énergie. Sans même dire « merci » à Fox, Krystal lui reprend le bâton et tire sur Andross qui s'envole vers les cieux dans le but de détruire le système Lylat. Après que Fox et Falco ont réussi à le vaincre une fois de plus, Krystal atterrit sur le Great Fox pour remercier Fox en personne.

### Star Fox: Assault
Quelque temps plus tard, Krystal a intégré Star Fox et vole dans un Arwing aux côtés de Fox McCloud, Falco Lombardi et Slippy Toad. Fox et elle sont clairement amoureux. Elle jouera un rôle crucial dans la guerre contre les Apparoïdes.

### Star Fox Command
Fox est tellement inquiet de voir Krystal risquer sa vie sur le terrain qu'il la renvoie de l'équipe. Cependant quand les Anglars apparaitront il tentera de réunir à nouveau l'équipe. En fonction du parcours choisi, Fox et Krystal peuvent soit se séparer définitivement (comme par exemple si elle s'intègre aux côtés de l'équipe Star Wolf à cause de Panther Caroso, elle deviendra plus tard une chasseuse de prime corrompue connue sous le nom de Kursed), soit fonder une famille ensemble et avoir un fils, Marcus.

### Autres apparitions
Krystal est présente sous forme de trophée et de vignette dans Super Smash Bros. Brawl. On la voit aussi lors des « moqueries spéciales » de Fox, Falco et Wolf sur le terrain « Traversée de Lylat », discutant avec les autres pilotes de la Star Fox et la Star Wolf.
Krystal devait ne pas être un personnage de Star Fox. À l'origine elle devait être un personnage de Dinosaur Planet qui n'a rien à voir avec Star Fox. Mais l'équipe de Rareware a demandé à Nintendo (qui a accepté) de faire un Star Fox, donc ils ont repris Dinosaur Planet. Star Fox Adventures était le dernier jeu de Rareware avec Nintendo (à cause de Conker's Bad Fur Day).[réf. souhaitée]
Krystal apparait dans Super Smash Bros. Ultimate en tant qu'esprit ou même en tant que trophée aide avec sa tenue d'origine qu'elle a gardé tout au long du jeu Star Fox Adventures.

### Droits d'exploitation
Rareware a créé Krystal, au même titre que Diddy Kong pour le compte de la firme japonaise. Cependant, étant issue de leur production, la licence appartient aux studios Rare. Leur rachat en 2002 par Microsoft a contraint les développeurs à soumettre les droits à Nintendo après la fin de gestation de leur dernier jeu de console de salon sur GameCube, Star Fox Adventures. Ainsi, le personnage de Krystal fut réutilisé dans les jeux suivants.